# Shangyadong
Shangyadong (kinesiska: 上亚东, 上亚东乡, 林马塘) är en socken i Kina. Den ligger i den autonoma regionen Tibet, i den sydvästra delen av landet, omkring 320 kilometer sydväst om regionhuvudstaden Lhasa.